# Carebara lignata
Carebara lignata é uma espécie de inseto do gênero Carebara, pertencente à família Formicidae.